# Isla Mollarri
Isla Mollarri (im Baskenland auch Isla Malla Arria genannt) ist eine winzige Felsinsel der spanischen Gemeinde Zarauz in der Provinz Guipúzcoa.
Mollarri liegt im Atlantik unmittelbar vor der Felsenküste der Costa Vasca; das Eiland ist unbewohnt.

## Geschichte
Von 1906 bis 1923 wurden über die Verladestelle der Insel Frachtschiffe mit Mineralien beladen. Die Rekonstruktion des alten Mineralienladedocks von Mollarri bietet einen interessanten Ausflug in die industrielle Vergangenheit von Zarautz. Im Jahr 1906 wurde die Laderampe von Mollarri gebaut, an der das gesamte Erz, das in den Bergwerken von Asteasu gewonnen wurde, verschifft wurde. Auf einer 11 Kilometer langen Strecke wurde Eisenerz in Waggons an die Küste transportiert, das dann über eine auf 112 Pfeilern gelagerte Seilbahn zur Verladestelle der Insel Mollarri gelangte. Die Frachtschiffverladung wurde 1923 unter anderem wegen der schlechten Wetterbedingungen und den Liegeplatzbedingungen geschlossen.